# 平尾友秀
平尾 友秀（ひらお ともひで）は、日本の漫画家、漫画原作者。

## 経歴
2018年、『週刊少年ジャンプ』（同）2019年2号より『ne0;lation』の連載を開始。平尾は原作を務め、依田瑞稀が作画を担当。

## 作品リスト

### 漫画
- あくゆう!（『ジャンプNEXT』2011 SPRING）- 読切
- ZOMBIE SMILE（『ジャンプNEXT』2012 WINTER） - 読切
- TOTEM（『週刊少年ジャンプ』2013年50号） - 読切

### 漫画原作
- Legacy（作画：依田瑞稀、『週刊少年ジャンプ』2016年40号[2]） - 第11回ジャンプ金未来杯第1弾作品[2]
- ne0-ネオ-（作画：依田瑞稀、『ジャンプGIGA』2018 SUMMER vol.1 - vol.3） - 読切
- ne0;lation（作画：依田瑞稀、『週刊少年ジャンプ』2019年2号[1] - 22・23合併号、全3巻） - 連載
- 袖切橋の橋渡し（作画：松谷ゆうた、『ジャンプGIGA』2021 WINTER） - 読切